# Чжан Сянсень
Чжан Сянсень (5 листопада 1972) — китайський важкоатлет.
Срібний призер Олімпійських Ігор 1996 року в категорії до 54 кг.
Чемпіон світу 1995 року в категорії до 54 кг.
Чемпіон Азії 1996 року в категорії до 54 кг, срібний призер 1995 року в категорії до 54 кг.